# ウラジスラフ・アルジンバ

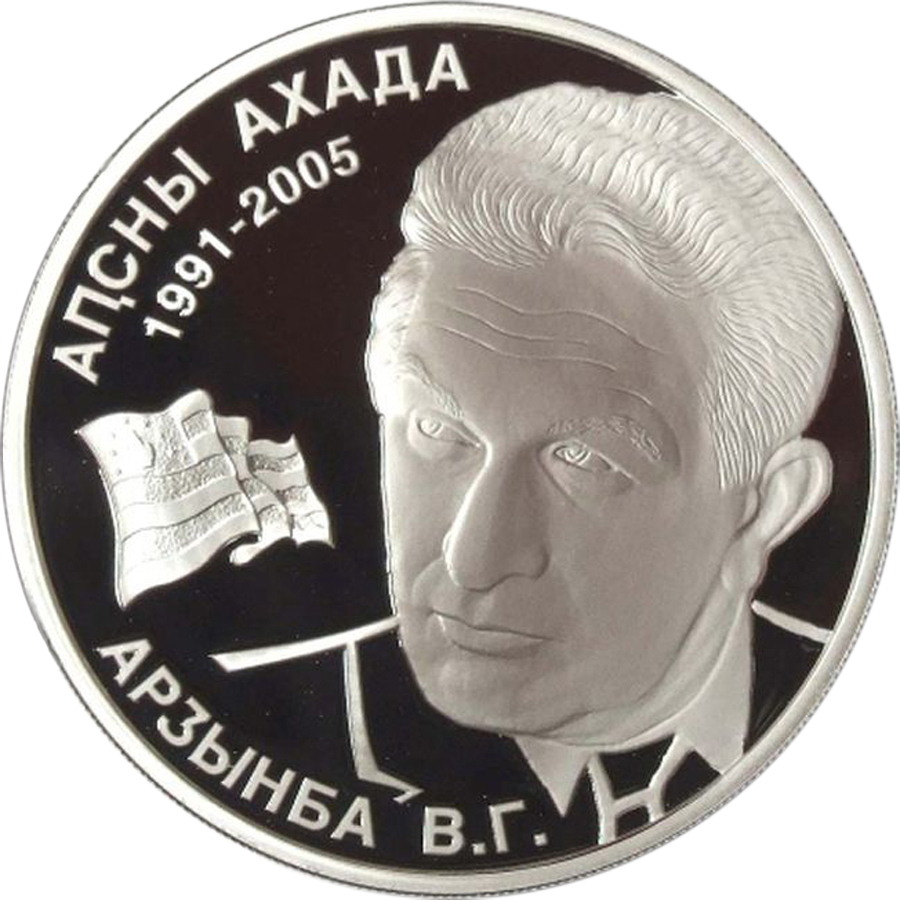
ウラジスラフ・アルジンバが描かれた2008年の10アプサル記念コイン

ウラジスラフ・アルジンバ（アブハズ語:Владислав Григори-иҧа Арӡынба, 1945年5月14日 - 2010年3月4日）は、グルジアの政治家、歴史学者。国際的に未承認のアブハジアの初代大統領。

## 略歴
- 1969年～1987年　モスクワに居住し、ソ連科学アカデミー東洋学研究所において、古代小アジア民族の歴史と文化に関する博士号を取得。
- 1987年　スフミに戻り、アブハジア言語・文学・歴史研究所所長に就任。
- 1989年～1991年　ソ連人民代議員、最高会議議員。
- 1990年　アブハジア最高会議議長に選出[1]。
- 1994年　アブハジア共和国大統領に選出[1][2]。
- 2005年　3選禁止規定の為、退任。政治家引退[1]。
- 2010年3月4日　モスクワの病院で死去[1]。

## パーソナル
スフミ近隣のエシェラ村出身。歴史学専攻でスフミ教育大学を卒業。科学分野での功績により、ウラジーミル・ヴェルナツキー賞を受賞。
アブハジア英雄勲章、一等「名誉と栄光」勲章、南オセチア名誉勲章を受章。
妻帯、1女を有する。